# Bogenbach
Der Bogenbach ist ein linker Nebenfluss der Donau im Landkreis Straubing-Bogen in Niederbayern.

## Name
Ursprünglich trug das Gewässer nur den Namen Bogen (1579: an der Pogn). Der Name leitet sich von ahd. biogan (biegen) ab. Unter bestimmten Voraussetzungen könnte der Name auch keltischen Ursprungs sein.

## Geographie

### Verlauf
Der Bogenbach führt seinen Namen ab der Vereinigung seiner beiden Oberläufe Englmarbach und Rettenbacher Mühlbach etwas oberhalb von Perasdorf-Haigrub. Er fließt, grobmaßstäblich gesehen, zuerst nach Westen unter Abbau einer großen Höhendifferenz bis Hunderdorf-Gaishausen, gefolgt von einem Abschnitt mit südlicher Ausrichtung bis etwa Bogen--Waltersdorf und einem weiteren Abschnitt Richtung Westen bis zur Mündung in Bogen in den Bogener Altarm links der Donau, der wenige Meter kurz zuvor schon den künstlich geschaffenen Unterlauf Kinsach-Menach-Ableiter der Kinsach aufgenommen hat.

### Zuflüsse
Vom Zusammenfluss der Oberläufe bis zur Mündung. Auswahl.
- Englmarbach, rechter Oberlauf
- Rettenbacher Mühlbach, linker Oberlauf
- Erlbach, von rechts in Perasdorf-Haigrub
- (Bach aus der Wolfsschlucht), von links fast gegenüber dem vorigen unter Kloster Perasdorf-Kostenz
- Wieshofgraben, von rechts bei Neukirchen-Obermühlbach
- Obermühlbach, von rechts in Obermühlbach
- Schellnbachgraben, von links in den Mühlkanal bei Neukirchen-Buchamühl
- (Bach vom Buchenberg), von links gegenüber Neukirchen-Taußersdorf
- Elisabethszeller Bach, von rechts nach Neukirchen-Rimbach
- Weihergraben, von rechts nach Hunderdorf-Steinburg
- Röhrnauer Bach, von rechts
- Hagnberger Bach, von rechts bei Hunderdorf-Gaishausen
- Dummbach, von links nach Hunderdorf
- Stettener Bach, von rechts in Hunderdorf-Hofdorf
- Birnbach, von rechts nach Hofdorf
- Degernbach, von links nach Bogen-Waltersdorf
- Sollinger Lochgraben, von rechts nach Bogen-Bärndorf
- Walkenmühlbach, von rechts in Bogen

## Umwelt
Mitte des 19. Jahrhunderts wird für Haggner Bach, Steinburger Bach und Gaishauser Bach über Bestände der Flussperlmuschel im Bereich zwischen Primbsensteg und der Brücke von Oberhunderdorf berichtet.

### Baulast
Der Bogenbach ist ab der Einmündung des Dummbachs südlich von Hunderdorf bis zur Mündung in die Donau in der Stadt Bogen auf einer Länge von 10,1 Kilometern  ein Gewässer zweiter Ordnung.